# Mikael Syrén
Lars Mikael Syrén, född 29 april 1965 i Jönköping, är en svensk manusförfattare och regissör.

## Biografi
Syrén växte upp i Huskvarna men flyttade i sena tonåren till Stockholm, där han fortfarande bor. Mellan åren 1985 och 1995 försörjde han sig som musiker och på olika tillfälliga arbeten. Han medverkade bland annat i banden Dansdepartementet och Elvira. Syrén arbetade på Sveriges Radio P3 som manusförfattare och komiker mellan 1996 och 2002 med bland annat programmen Röster i Radio och Clownen luktar bensin. År 2002 anställdes Syrén av SVT, som manusförfattare och regissör för att utforma den komediserie som blev Kvarteret Skatan. Sedan dess har Syrén gjort sig ett namn inom komedi och feelgood för TV, bio och teater. År 2010 regisserade han julkalendern Hotell Gyllene Knorren producerad av Svensk Filmindustri och året därpå gjorde han långfilmsdebut.
Syréns produktioner har varit nominerade till TV-priset Kristallen, Guldrosen i Luzern, TV-festivalen i Monte Carlo samt vunnit Prix Egalia. Julkalendern Barna Hedenhös uppfinner julen vann Kristallen i barn- och ungdomsklassen 2014.
För teaterscenen har Syrén bland annat regisserat Människans bästa Vän som hade premiär på Teater Brunnsgatan Fyra, och senare valdes ut av SVT och Dramaten för att ingå i projektet Puls på Sverige. Denna filmades för att sändas under hösten 2012. Uppsättningen av pjäsen Salamandern, med Rolf Skoglund och Kalle Westerdahl i huvudrollerna, hade premiär på Teater Brunnsgatan under våren 2015.

## Filmografi med mera
- 2003 – Kvarteret Skatan säsong 1 (TV - regi och manus)
- 2004 – Kvarteret Skatan säsong 2 (TV - regi och manus)
- 2005 – Ulveson och Herngren (TV - regi och manus)
- 2005 – Lite som du säsong 1 (TV - regi)
- 2006 – Kvarteret Skatan säsong 3 (TV - regi och manus)
- 2006 – Lite som du säsong 2 (TV - regi)
- 2007 – Skild! (TV - dokumentärserie)
- 2007 – Man i djungeln (teater - regi och manus)
- 2008 – Livet i Fagervik säsong 1 (TV - regi och manus)
- 2009 – Livet i Fagervik säsong 2 (TV - regi)
- 2010 – Hotell Gyllene Knorren (TV - regi)
- 2011 – Hotell Gyllene Knorren – filmen (regi och manus)
- 2011 – Människans bästa Vän (teater - regi och manus)
- 2012 – Kvarteret Skatan reser till Laholm (regi och manus)
- 2013 − Barna Hedenhös uppfinner julen (TV - manus)
- 2014 − Söder om Folkungagatan (TV - regi och manus)
- 2014 − Halvvägs till Himlen säsong 2 (TV - manus)
- 2015 − Salamandern (teater - regi och manus)
- 2015 − Beck - Rum 302 (TV - manus)
- 2015 − Beck - Gunvald (TV - manus)
- 2015 − Halvvägs till Himlen säsong 3 (TV - regi och manus)
- 2019 – Sommaren med släkten (TV-serie)
- 2021 - Kvarteret Skatan - 20 år (TV - regi och manus)
- 2022 - Herr Talman (TV - regi)
- 2023 - Terese i kassan (TV - regi)

## Teater

### Regi (ej komplett)
| År   | Produktion           | Upphovsmän                        | Teater                  |
| ---- | -------------------- | --------------------------------- | ----------------------- |
| 2011 | Människans bästa vän | Mikael Syrén och Kalle Westerdahl | Teater Brunnsgatan Fyra |
| 2015 | Salamandern          | Mikael Syrén och Kalle Westerdahl | Teater Brunnsgatan Fyra |
| 2025 | Revisorn i Rio       | Mikael Syrén och Kalle Westerdahl | Teater Brunnsgatan Fyra |